# Лі Йо Вон
Лі Йо Вон (кор. 이요원) — південнокорейська акторка.

## Біографія
Лі Йо Вон народилася 9 квітня 1980 року у місті Соннам що є південним передмістям Сеула. Свою акторську кар'єру вона розпочала у 1998 році з епізодичних ролей у серіалах та кіно, перша популярність прийшла до неї у наступному році після другорядної ролі у кримінальні комедії «Напад на заправку». Перші нагороди кінофестивалів її принесла роль у фільмі «Подбай про мого кота» 2001 року, в якому вона зіграла одну з головних ролей. Після зйомок у декількох успішних фільмах та серіалах у кінці 2002 року акторка заявила що тимчасово припиняє зйомки через втому та моральне виснаження. Повернення на екрани Йо Вон сталося у 2005 році коли вона отримала головну роль у серіалі «Мода сімдесятих».
У 2007 році акторка зіграла головну роль у медичному серіалі «Хірург Бон Даль Хї», який став одним з найпопулярніших серіалів року у Кореї. Роль молодої дівчини з хворобою серця яка робить все можливе щоб стати хірургом, сподобалася глядачам та принесла Йо Вон численні нагороди. Підвищенню популярності Йо Вон сприяла головна роль у історичному серіалі «Королева Сондок» 2009 року, який зібравши максимальний рейтинг більш 45 % у національному ефірі став одним з найпопулярніших південнокорейських серіалів. У наступні роки акторка зіграла багато головних ролей у фільмах та серіалах.
У травні 2019 року відбулася прем'єра мелодраматичного історичного серіалу «Різні мрії», головну роль в якому зіграла Йо Вон. Восени того ж року вона зіграла головну роль ще в одному серіалі.

## Особисте життя
З січня 2003 року у шлюбі з Пак Чін Ву — бізнесменом та професійним гольфістом, подружжя виховує двох доньок (2003 та 2014 років народження) та сина що народився у травні 2015 року.

## Фільмографія

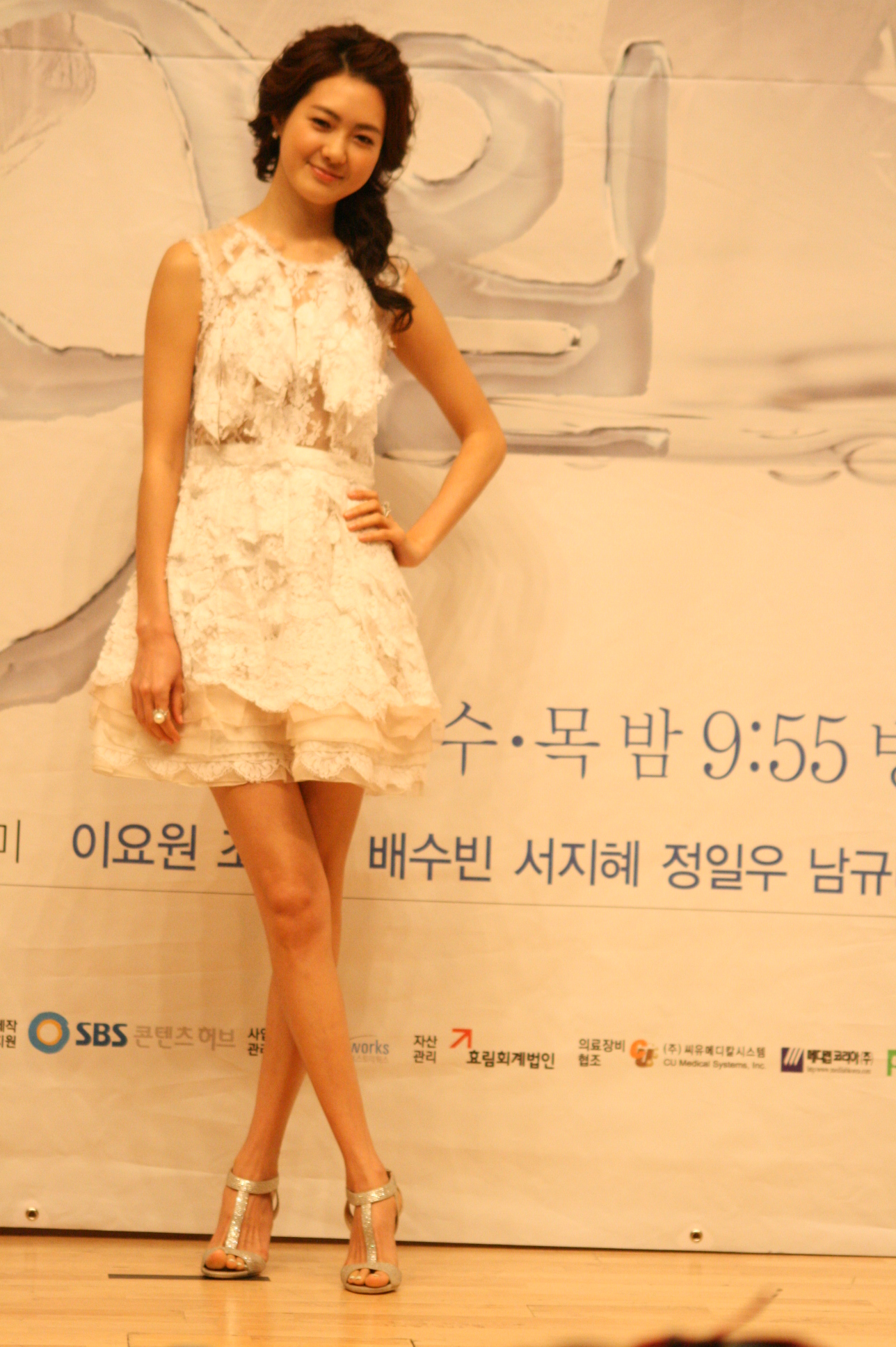
Лі Йо Вон у березні 2011 року

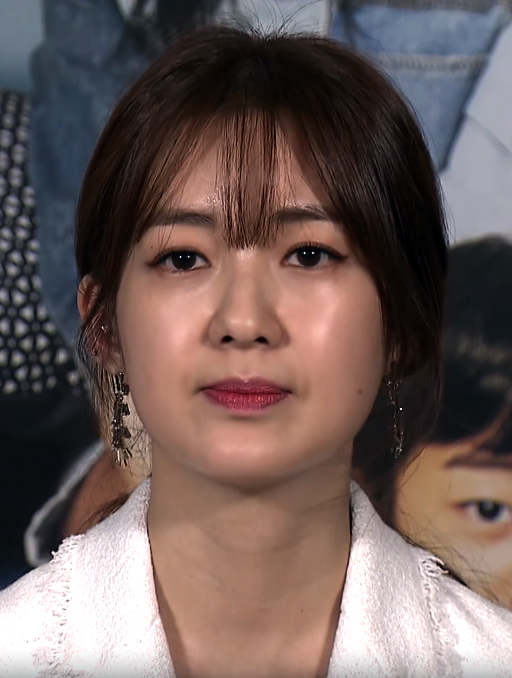
Лі Йо Вон у 2017 році

### Телевізійні серіали
| Рік  | Назва                            | Роль                      | Мережа |
| ---- | -------------------------------- | ------------------------- | ------ |
| 1998 | «Я ненавиджу тебе, але це добре» | Лі Біт На                 | SBS    |
| 1999 | «Березень»                       | Чон Йо Вон                | SBS    |
| 1999 | «Школа» (2 сезон)                | Кім Йо Чжін               | KBS2   |
| 2000 | «Суворе чоловіче кохання»        | Хьо Чі Хе                 | KBS2   |
| 2001 | «Синій туман»                    | Лі Шин Ву                 | KBS2   |
| 2001 | «Чисте серце»                    | Хан Седжін / Кан Хьон Чжу | KBS2   |
| 2002 | «Великі амбіції»                 | Юн Йо Чжін                | SBS    |
| 2005 | «Мода сімдесятих»                | Хан До Мі                 | SBS    |
| 2007 | «Хірург Бон Даль Хї»             | Бон Даль Хї               | SBS    |
| 2007 | «Жорстоке кохання»               | На Ін Сон                 | KBS2   |
| 2009 | «Королева Сондок»                | королева Сондок           | MBC    |
| 2011 | «49 днів»                        | Сон Ї Кьон                | SBS    |
| 2012 | «Королівський лікар»             | Кан Чі Ньон               | MBC    |
| 2013 | «Золота імперія»                 | Чхве Со Юн                | SBS    |
| 2016 | «Мій жахливий бос»               | Ок Де Чон                 | JTBC   |
| 2016 | «Нічне світло»                   | Со Ї Кьон                 | MBC    |
| 2017 | «Соціальний клуб «Месники»»      | Кім Чон Хі                | tvN    |
| 2019 | «Різні мрії»                     | Лі Йон Чжін               | MBC    |
| 2019 | «Напарники: Права людини»        | Хан Юн Со                 | OCN    |
| 2022 | «Клуб зелених мам»               | Лі Ин Пьо                 | JTBC   |

### Фільми
| Рік  | Назва                                  | Роль         |
| ---- | -------------------------------------- | ------------ |
| 1998 | «Запах людини»                         | юна Ін Хї    |
| 1999 | «Напад на заправку»                    | Гдальчі      |
| 2001 | «Подбай про мого кота»                 | Шин Хьо Чжу  |
| 2002 | «A.F.R.I.K.A.»                         | Лі Чі Вон    |
| 2002 | «Вечірка — сюрприз»                    | Ван Ха Йон   |
| 2005 | «Коли романтика зустрічається з долею» | Ко Юн Кьон   |
| 2007 | «18 травня»                            | Пак Шин Є    |
| 2010 | «Рецепт»                               | Чан Хьо Чжін |
| 2012 | «Ідеальний номер»                      | Пек Хва Сон  |
| 2013 | «Легендарні кулаки»                    | Хон Гю Мін   |
| 2017 | «Мій маленький брат»                   | О Су Кьон    |

## Нагороди
| Рік  | Нагорода                                    | Категорія                                                   | Робота                 | Результат | Прим.  |
| ---- | ------------------------------------------- | ----------------------------------------------------------- | ---------------------- | --------- | ------ |
| 2001 | 22-га Кінопремія Блакитний дракон           | Краща нова акторка                                          | «Подбай про мого кота» | Перемога  |        |
| 2001 | Премія Chunsa Film Art                      | Краща акторка                                               | «Подбай про мого кота» | Перемога  |        |
| 2001 | Режисерська премія                          | Краща нова акторка                                          | «Подбай про мого кота» | Перемога  |        |
| 2001 | 15-та Премія KBS драма                      | Нагорода за популярність                                    | «Синій туман»          | Перемога  |        |
| 2002 | Премія мистецтв Пексан                      | Краща нова акторка                                          | «Подбай про мого кота» | Перемога  |        |
| 2002 | 10-та Премія SBS драма                      | Нова зірка                                                  | «Великі амбіції»       | Перемога  |        |
| 2005 | 10-та Премія SBS драма                      | Топ-10 зірок                                                | «Мода сімдесятих»      | Перемога  |        |
| 2005 | 10-та Премія SBS драма                      | Нагорода за майстерність (акторки спеціальних драм)         | «Мода сімдесятих»      | Перемога  |        |
| 2007 | 28-ма Кінопремія Блакитний дракон           | Краща акторка                                               | «18 травня»            | Номінація |        |
| 2007 | 15-та Премія SBS драма                      | Краща пара разом з Лі Бом Су                                | «Хірург Бон Даль Хї»   | Перемога  | [ 12 ] |
| 2007 | 15-та Премія SBS драма                      | Нагорода за популярність Netizen                            | «Хірург Бон Даль Хї»   | Перемога  | [ 12 ] |
| 2007 | 15-та Премія SBS драма                      | Топ-10 зірок                                                | «Хірург Бон Даль Хї»   | Перемога  | [ 12 ] |
| 2007 | 15-та Премія SBS драма                      | Нагорода за високу майстерність (акторки)                   | «Хірург Бон Даль Хї»   | Перемога  | [ 12 ] |
| 2007 | 21-ша Премія KBS драма                      | Нагорода за високу майстерність (акторки)                   | «Жорстоке кохання»     | Номінація |        |
| 2009 | Премія Grimae                               | Краща акторка                                               | «Королева Сондок»      | Перемога  | [ 13 ] |
| 2009 | Фестиваль Корейського візуального мистецтва | Нагорода за фотогенічність                                  | «Королева Сондок»      | Перемога  |        |
| 2009 | 28-ма Премія MBC драма                      | Краща пара разом з Кім Нам Гілем                            | «Королева Сондок»      | Перемога  | [ 14 ] |
| 2009 | 28-ма Премія MBC драма                      | Нагорода за високу майстерність (акторки)                   | «Королева Сондок»      | Перемога  | [ 14 ] |
| 2010 | Азійський модельний фестиваль               | Спеціальна нагорода для азійської драми                     | «Королева Сондок»      | Перемога  |        |
| 2011 | Сеульська міжнародна премія драми           | Видатна корейська акторка                                   | «49 днів»              | Номінація |        |
| 2011 | 19-та Премія SBS драма                      | Топ-10 зірок                                                | «49 днів»              | Перемога  | [ 15 ] |
| 2011 | 19-та Премія SBS драма                      | Нагорода від продюсерів (акторки)                           | «49 днів»              | Перемога  | [ 15 ] |
| 2011 | 19-та Премія SBS драма                      | Нагорода за високу майстерність (акторки спеціальної драми) | «49 днів»              | Номінація | [ 15 ] |
| 2012 | 31-ша Премія MBC драма                      | Нагорода за високу майстерність (акторки спеціальної драми) | «Королівський лікар»   | Номінація |        |
| 2013 | 6-та Премія корейської драми                | Нагорода за високу майстерність (акторки)                   | «Золота імперія»       | Номінація |        |
| 2013 | 21-ша Премія SBS драма                      | Топ-10 зірок                                                | «Золота імперія»       | Перемога  | [ 16 ] |
| 2013 | 21-ша Премія SBS драма                      | Нагорода за високу майстерність (акторки спеціальної драми) | «Золота імперія»       | Перемога  | [ 16 ] |
| 2019 | Премія MBC драма                            | Краща акторка понеділко-вівторкової драми                   | «Різні мрії»           | Номінація |        |